# خلیج چساپیک
خلیج چساپیک (به انگلیسی: Chesapeake Bay) خلیجی در ایالت مریلند در ایالات متحده آمریکا است. رودخانه پوتوماک به این خلیج منتهی می‌شود که به نوبه خود به اقیانوس اطلس متصل است.
خلیج چساپیک یکی از غنی‌ترین و متنوع‌ترین زیست‌بوم‌های آبی در ایالات متحده است که میزبان بیش از ۳۵۰ گونه ماهی، ده‌ها گونه پرندهٔ آبزی، و انواع مختلفی از صدف‌ها و خرچنگ‌ها است. خرچنگ آبی که از نمادهای منطقه به‌شمار می‌آید، یکی از منابع اصلی درآمد ماهیگیران محلی است. این خلیج نه‌تنها از نظر بوم‌شناسی اهمیت بالایی دارد، بلکه از دیرباز نقشی کلیدی در فرهنگ و اقتصاد ساکنان ایالت‌های مریلند و ویرجینیا ایفا کرده است. ماهیگیران محلی، که به آن‌ها «واترمن» گفته می‌شود، قرن‌هاست با قایق‌های سنتی خود به صید در این خلیج می‌پردازند.
با وجود اهمیت زیست‌محیطی خلیج چساپیک، این پهنهٔ آبی در دهه‌های اخیر با چالش‌های متعددی مواجه شده است. رشد بی‌رویهٔ شهرنشینی، رواناب شهری، و ورود مواد مغذی از طریق کشاورزی باعث کاهش کیفیت آب و بروز پدیده‌هایی مانند شکوفایی جلبکی شده‌اند که اکسیژن آب را کاهش می‌دهند. با این حال، تلاش‌های گسترده‌ای برای احیای خلیج از دههٔ ۱۹۹۰ آغاز شده است، از جمله بازپروری صدف چروک و کاهش ورود آلودگی‌ها از حوضه‌های آبریز. این اقدامات به بهبود تدریجی سلامت خلیج در سال‌های اخیر انجامیده و امیدهایی برای بازگشت حیات پررونق آن ایجاد کرده است.

## جغرافیا
خلیج چساپیک بزرگ‌ترین پای‌رود در ایالات متحده است. این خلیج در منطقهٔ ایالت‌های میانه ساحل اقیانوس اطلس قرار دارد و عمدتاً توسط شبه‌جزیره دیلماروا از اقیانوس اطلس جدا شده است؛ این شبه‌جزیره شامل بخش‌هایی از کرانه شرقی مریلند، کرانه شرقی ویرجینیا و ایالت دلاور می‌شود. دهانهٔ جنوبی خلیج میان دماغه هنری و دماغه چارلز واقع شده است.
بخش شمالی خلیج در مریلند و بخش جنوبی آن در ویرجینیا قرار دارد. خلیج چساپیک نقشی بسیار مهم در بوم‌سازگان و اقتصاد این دو ایالت و همچنین دیگر ایالت‌های پیرامون آن در محدودهٔ حوضه آبریز ایفا می‌کند. بیش از ۱۵۰ رودخانه و نهر اصلی به حوضهٔ آبریز این خلیج وارد می‌شوند که مساحت آن حدود ۶۴٬۲۹۹ مایل مربع (۱۶۶٬۵۳۴ کیلومتر مربع) را دربر می‌گیرد و بخش‌هایی از شش ایالت (نیویورک، پنسیلوانیا، دلاور، مریلند، ویرجینیا و ویرجینیای غربی) و تمام واشینگتن، دی.سی. را شامل می‌شود.
طول خلیج حدود ۲۰۰ مایل (۳۲۰ کیلومتر) است که از سرچشمه‌های شمالی آن در رود ساسکوهنا تا دهانهٔ آن در اقیانوس اطلس ادامه دارد. در باریک‌ترین نقطه‌اش، این خلیج حدود ۲٫۸ مایل (۴٫۵ کیلومتر) عرض دارد (میان شهرستان کنت، مریلند در شرق و شهرستان هارفورد، مریلند در غرب) و در عریض‌ترین نقطه، حدود ۳۰ مایل (۴۸ کیلومتر) عرض دارد (در جنوب دهانهٔ رود پوتوماک که مریلند و ویرجینیا را از هم جدا می‌کند). طول کلی خطوط ساحلی، شامل انشعابات رودها، حدود ۱۱٬۶۸۴ مایل (۱۸٬۸۰۴ کیلومتر) است و سطح کلی آب‌خیز آن به حدود ۴٬۴۷۹ مایل مربع (۱۱٬۶۰۱ کیلومتر مربع) می‌رسد. ژرفای میانگین خلیج حدود ۲۱ فوت (۶٫۴ متر) است و ژرف‌ترین نقطه‌اش به ۱۷۴ فوت (۵۳ متر) می‌رسد.
دو پل از این خلیج عبور می‌کنند: در مریلند، پل خلیج چساپیک که سندی پوینت (نزدیک آناپولیس) را به جزیره کنت متصل می‌کند؛ و در ویرجینیا، پل-تونل خلیج چساپیک که ویرجینیا بیچ، ویرجینیا را به کیپ چارلز وصل می‌کند.
این خلیج که هم به‌خاطر زیبایی طبیعی‌اش و هم فراوانی منابعش شهرت دارد، از اواسط قرن بیستم به‌تدریج «خالی‌تر» شده است؛ یعنی شمار خرچنگ‌ها، صدف‌های چروک و ماهیگیران کاهش یافته است. آلودگی مواد مغذی و رواناب شهری از عوامل اصلی افت کیفیت آب در خلیج به‌شمار می‌آیند و به بوم‌سازگان آسیب زده و همراه با بهره‌برداری بی‌رویه موجب کاهش جمعیت صدف‌ها شده‌اند. تلاش‌ها برای احیای خلیج که از دههٔ ۱۹۹۰ آغاز شده، در قرن ۲۱ نیز ادامه یافته و نشانه‌هایی از بهبود جمعیت صدف بومی دیده می‌شود.
سلامت خلیج در سال ۲۰۱۵ بهبود یافت و این روند سه سال پیاپی ادامه داشت. در سال ۲۰۲۱ نیز بهبود اندکی در کیفیت آب نسبت به سال پیش از آن مشاهده شد. خلیج چساپیک با دیگر چالش‌های زیست‌محیطی نیز روبه‌روست، از جمله تغییر اقلیم که موجب افزایش سطح آب دریاها، فرسایش خطوط ساحلی، آسیب به زیرساخت‌ها و دگرگونی در بوم‌سازگان دریایی شده است.

## ریشه‌شناسی
واژهٔ Chesepiooc واژه‌ای در زبان‌های آلگانکی است که به روستایی «در کنار رود بزرگ» اشاره دارد. این نام هفتمین نام جغرافیایی کهن انگلیسی است که در ایالات متحده باقی مانده و نخستین‌بار در سال‌های ۱۵۸۵ یا ۱۵۸۶ توسط کاشفانی که از مستعمره روانوک به سوی یکی از انشعابات خلیج چساپیک رهسپار بودند، با شکل Chesepiook به‌کار رفته است.
این نام همچنین ممکن است به مردم چساپیک یا چِساپی‌ها، یکی از قبایل بومی آمریکای شمالی اشاره داشته باشد که در نواحی جنوبی Hampton Roads، در ایالت ویرجینیا زندگی می‌کردند. آن‌ها در محدودهٔ امروزی شهرهای نورفک، پورتسموث، چساپیک و ویرجینیا بیچ ساکن بودند.
در سال ۲۰۰۵، زبان‌شناس آلگانکی، بلیر رودز، یکی از باورهای رایج دربارهٔ معنی واژهٔ «چساپیک» را رد کرد. برخلاف تصور رایج که آن را به‌معنای «خلیج بزرگ صدف‌ها» می‌دانست، رودز اعلام کرد که این واژه چنین معنایی ندارد. به‌گفتهٔ او، این نام ممکن است به‌معنای «آب بزرگ» باشد، یا صرفاً به موقعیت یک روستا در دهانهٔ خلیج اشاره داشته باشد.

## نگارخانه

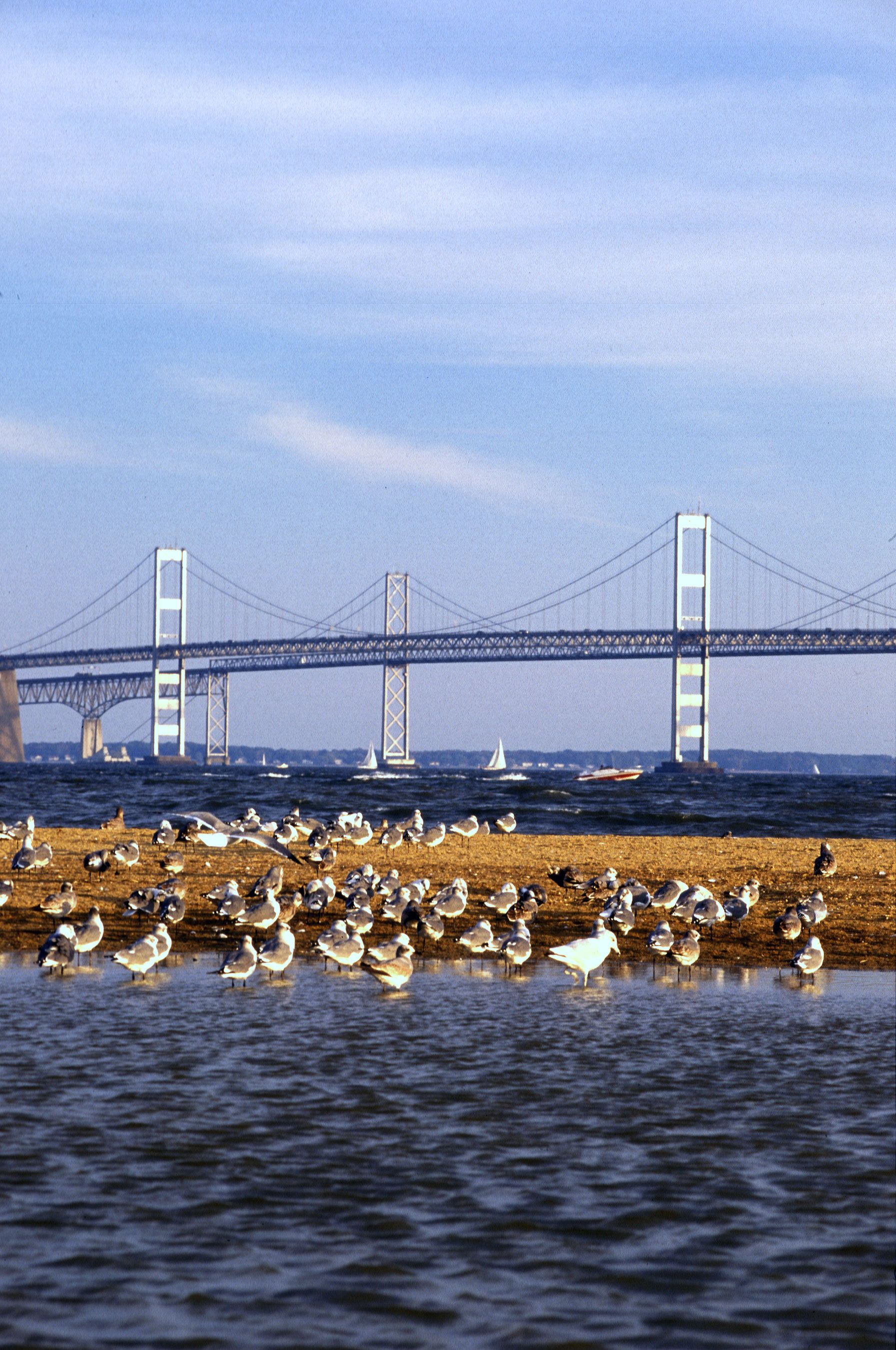